# Ratusz w Genewie

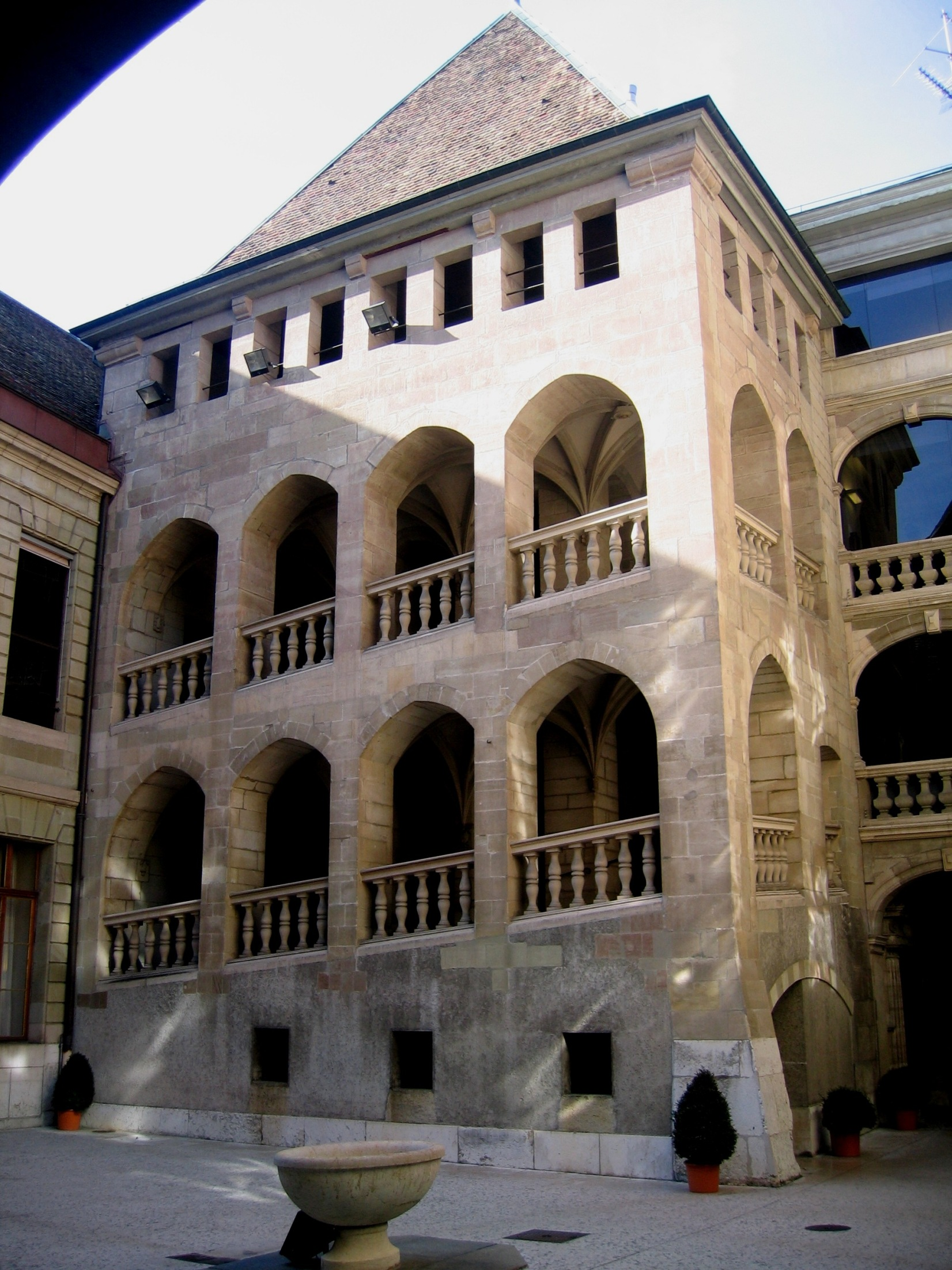
Ratusz w 2009 roku

Ratusz w Genewie (fr. Hôtel de Ville) – zabytkowa budowla w centrum starego miasta w Genewie w Szwajcarii. Siedziba Rządu Republiki i Kantonu Genewy.
Znajduje się na rogu Rue de l’Hôtel-de-Ville i Rue H. Fazy. Już ponad pięć wieków jest ośrodkiem władzy miasta i kantonu Genewy. Najstarszym fragmentem kompleksu jest wieża (fr. la tour) Baudet, pochodząca z 1455 r., mieszcząca m.in. salę obrad Rady Państwa, ozdobioną pięknymi boazeriami i freskami z epoki. Pozostałe części budowli pochodzą z XVI wieku i XVII wieku. Z dziedzińca wewnętrznego prowadzi w górę spiralna, brukowana rampa, umożliwiająca dostęp do górnych pięter bez zsiadania z konia lub wysiadania z lektyki.
Część historycznych pomieszczeń genewskiego ratusza można zwiedzać. Na parterze udostępniona jest do zwiedzania tzw. Sala Alabamy ((fr.) Salle de l'Alabama), w której podpisano wiele znaczących dla historii świata umów i traktatów. M. in. 22 sierpnia 1864 r. została tu podpisana tzw. Konwencja Genewska, która legła u podstaw powołania organizacji Czerwonego Krzyża. 15 listopada 1920 r. w tej sali miało miejsce pierwsze Zgromadzenie Generalne Ligi Narodów. Nazwa sali pochodzi stąd, że po Wojnie Secesyjnej, w 1872 r. miał w niej miejsce słynny arbitraż między Stanami Zjednoczonymi a Anglią dotyczący okrętu CSS "Alabama" i trzech innych konfederackich rajderów, zbudowanych i wyposażonych w brytyjskich stoczniach z wydatną pomocą władz brytyjskich.